# 小行星14572
小行星14572（14572 Armando）是一颗绕太阳运转的小行星，为主小行星带小行星。该小行星于1998年8月27日发现。

## 轨道参数
小行星14572的轨道半长轴为2.2787524 UA，离心率为0.106。